# Brose Fahrzeugteile
Koordinaten: 50° 14′ 52,9″ N, 10° 57′ 59,5″ O

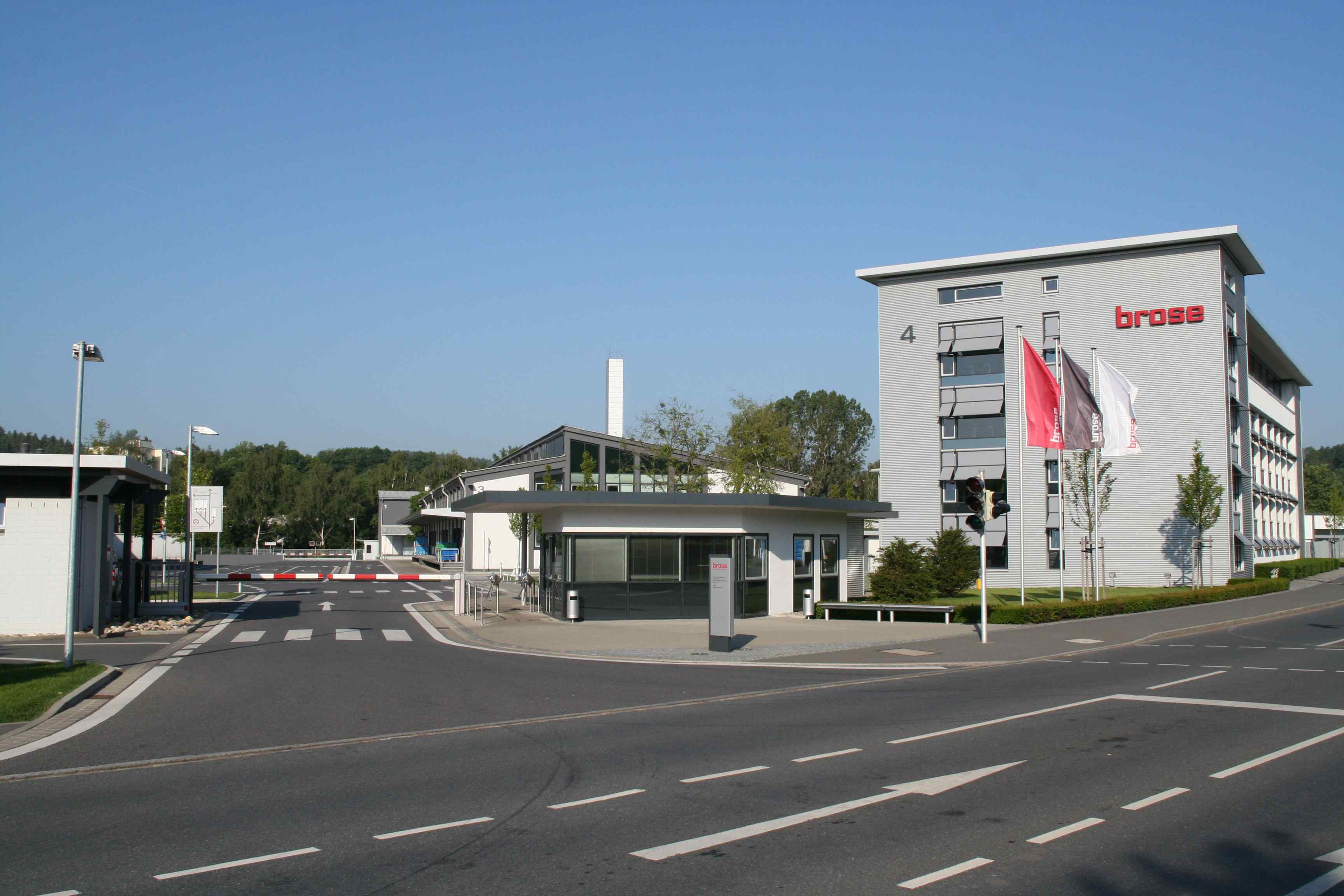
Einfahrt Werk 2 in Coburg

Die Brose Familien SE & Co. KG ist die Konzernobergesellschaft der Brose-Gruppe, einem  Automobilzulieferer mit Sitz in Coburg.
Die Brose-Unternehmensgruppe entwickelt und produziert an weltweit 68 Standorten in 24 Ländern mechatronische Komponenten und Systeme für Fahrzeugtüren, -sitze und Karosserie. Zu den Kunden zählen rund 80 Automobilhersteller und rund 40 Automobilzulieferer.
Die Gesellschaft war von 2006 bis 2023 unter Hauptsponsor der Basketballmannschaft Brose Bamberg. 

## Geschichte

### 1908 bis zum Ende des Zweiten Weltkriegs 1945
Am 4. März 1908 eröffnete Max Brose in Berlin ein Handelsgeschäft für Automobilzubehör, wobei er auch Generalvertreter des Karosseriebau-Unternehmens seines Vaters in Wuppertal war.
Nach dem Ersten Weltkrieg folgte am 14. Juni 1919 in Coburg durch Max Brose und Ernst Jühling, der in Coburg aufgewachsen war, die Gründung der Metallwerk Max Brose & Co. Die Gesellschaft hatte die Rechtsform der offenen Handelsgesellschaft und diente der Fabrikation und dem Vertrieb von Metallwaren, Werkzeugen, Apparaten und Materialien, insbesondere für Kraftfahr- und Flugzeuge. Dazu wurden von der Firma „Metallwaren Haußknecht & Co“ die Mitarbeiter und Gebäude sowie Maschinen in der Ketschendorfer Straße übernommen.
Im Zubehör- und Zuliefererbereich produzierte die Gesellschaft anfangs unter der Schutzmarke „Atlas“ unter anderem Beleuchtungen für Kraftfahrzeuge (u. a. Motorrad-Beleuchtungsgarnituren), Vulkanisierapparate, Magnethörner, Wagenheber sowie Signalinstrumente, Benzin- und Ölkanister und Luftpumpen. Im Oktober 1926 bekam das Unternehmen ein Patent auf den Kurbelantrieb für versenkbare Fenster. Nachdem von der amerikanischen Firma Ternstedt die Rechte zur Nutzung des Patents für die Schlingfederbremse erworben worden waren, begann 1928 die Serienfertigung mechanischer Fensterheber. Die sogenannten Fenster-Kurbelapparate wurden auch für Omnibusse, Eisenbahn- und Straßenbahnwagen hergestellt. Windschutzscheiben und Entlüftungen erweiterten in den folgenden Jahren die Produktpalette.
Ab 1936 wurde die Produktion auf den 20-Liter-Wehrmacht-Einheitskanister und im Zweiten Weltkrieg auf Aufschlagzünder und Sprenggranaten umgestellt. In dieser Zeit waren bei Brose bis zu 900 Mitarbeiter beschäftigt, unter anderem auch gegen Ende des Krieges 200 sowjetische Kriegsgefangene, für die ein Lager direkt neben dem Werk von der Wehrmacht unterhalten wurde. Die NS-Mitgliedschaft von Max Brose und die Beschäftigung von Zwangsarbeitern waren lokalpolitisches Thema bei der beabsichtigten Benennung einer Max-Brose-Straße.

### Mai 1945 bis Ende des 20. Jahrhunderts
Im Jahr 1945 wurde das Unternehmen von der amerikanischen Militärregierung für drei Jahre unter Treuhandverwaltung gestellt. Weniger als 100 Mitarbeiter produzierten unter anderem Haushaltsgegenstände wie Herde und Bügeleisen. Eine Produktionserweiterung außerhalb der Automobilzubehörteile erfolgte ab 1953 mit der Herstellung der Reiseschreibmaschine „Brosette“. Nach mehr als 40.000 Maschinen wurde die Fertigung 1958 eingestellt und nach Indien verkauft, um sich auf die Produkte für die Automobilindustrie zu konzentrieren. Insbesondere der Fensterheber, der 1963 erstmals mit elektrischem Antrieb in die Serienfertigung ging, entwickelte sich zum wichtigsten Standbein der Gesellschaft. 1968 startete mit der Herstellung von Sitzbeschlägen für das Verstellen von Rückenlehnen das nächste bedeutende Geschäftsfeld Sitzsysteme.
In der Geschäftsleitung gab es ab Mitte der 1950er mehrere Veränderungen. Im Jahr 1956 starb Ernst Jühling und seine Erben schieden als Gesellschafter aus. Nach dem Tod von Max Brose führte ab 1968 die älteste Tochter Gisela Brose die Gesellschaft und firmierte das Unternehmen zur KG um. Drei Jahre später übernahm schließlich Michael Stoschek, Enkel des Firmengründers Max Brose, im Alter von 23 Jahren die Leitung des Unternehmens mit damals zirka 50 Millionen DM Umsatz und rund 1000 Mitarbeitern. 1982 wurde die Gesellschaftsform in Brose Fahrzeugteile GmbH & Co. KG geändert.
Im Rezessionsjahr 1974 mit der ersten Ölkrise musste das Unternehmen ein Viertel seiner Mitarbeiter entlassen und stellte die Produktion unter anderem auf Wasserhähne und Beschläge für die Möbelindustrie um. In den folgenden Jahren expandierte aber Brose Coburg wieder und investierte unter anderem 35 Millionen DM in das neue Werk 2 in Coburg, das ab 1983 komplett in Betrieb war. Damit beschäftigte die Gesellschaft in Coburg 1500 Mitarbeiter. Die 1981 begonnene Produktion von Kunststoffspritzerzeugnissen für die Automobilindustrie wurde allerdings 1989 wieder eingestellt. Weiterentwicklungen waren in den 1980ern der elektronisch gesteuerte Fensterheber mit Einklemmschutz und die elektrische Sitzverstellung sowie der elektronische Positionsspeicher.
1988 erwarb Brose in Coventry die erste ausländische Produktionsstätte. 1990 wurde in Hallstadt, im ersten deutschen Werk außerhalb von Coburg, die Produktion aufgenommen. In Deutschland folgte 1991 ein weiteres Werk in Gera, das 1997 für eine Just-in-sequence-Fertigung von Türsystemen nach Meerane, in die Nähe zum Volkswagenwerk Zwickau-Mosel, verlegt wurde. Diesem Konzept aus der Beschaffungslogistik entsprechend entstanden seitdem im In- und Ausland durch Neuaufbau oder Zukauf eine Vielzahl von Produktionsstätten. Die internationale Expansion erfolgte vor allem in Nordamerika und Asien.

### Internationale Expansion seit 2001
Seit der Jahrhundertwende wuchs Brose vor allem durch diverse Übernahmen. So wurden 2002 die Schließsystem-Aktivitäten der Robert Bosch GmbH übernommen und das neue Geschäftsfeld Schließsysteme aufgebaut. 2004 kaufte Brose das Fensterhebergeschäft der Maxion Sistemas in Brasilien, ein Jahr später folgte der Kauf von 40 Prozent der Unternehmensanteile an dem türkischen Fensterheber-Hersteller Pressan A.S. Als Michael Stoschek Ende 2005 nach 34 Jahren den Vorsitz der Geschäftsführung Jürgen Otto übertrug, endete das bislang erfolgreichste Geschäftsjahr in der Firmengeschichte: Das Unternehmen erwirtschaftete einen Jahresumsatz von 2,2 Mrd. Euro und beschäftigte rund 9.000 Mitarbeiter an 37 Standorten in 19 Ländern. 2006 trat Brose aus dem Verband der Bayerischen Metall- und Elektroindustrie aus und ist seitdem ohne Tarifbindung.
Im April 2008 ergänzte Brose das Produktprogramm um elektrische Antriebe für Fensterheber, Schiebedächer und Gurtstraffer durch den Kauf der Sparte Elektromotoren der Continental AG. Mit dem Aufbau der neuen Geschäftseinheit Motoren wuchs die Anzahl der Beschäftigten von knapp 10.000 auf über 14.000. Seitdem gliedert sich das Unternehmen in die drei Geschäftsbereiche Sitz, Tür und Antriebe.
Zu Beginn des Jahres 2011 wurde mit SEW-Eurodrive ein Joint Venture gegründet mit dem Ziel, Antriebe für die Elektromobilität zu entwickeln. 2011 war Brose nach Umsatz der fünftgrößte Automobil-Zulieferer der Welt in Familienbesitz. Insgesamt 8 % des Geschäftsvolumens fließen jährlich in die Entwicklung neuer Produkte und Prozesse, wobei die Entwicklung solcher Produkte im Vordergrund steht, die zur Verringerung des Kraftstoffverbrauchs beitragen. In diesem Jahr baute das Unternehmen sein Engagement in Asien aus und lokalisierte Entwicklung und Forschung in Shanghai. In Chongqing wurde der Grundstein für ein weiteres Werk gelegt, wodurch Brose mit fünf Standorten in China vertreten war. Im indischen Pune eröffnete der Automobilzulieferer ein Werk für Fensterheber und Sitzhöhenverstellungen.
Bei dem von der Bundesregierung unterstützten Wettbewerb „Erfolgsfaktor Familie“ erhielt Brose im Mai 2012 den Innovationspreis für den Brose Kids Club und wurde für seine familienfreundliche Unternehmensphilosophie ausgezeichnet. Im Herbst 2012 wurde mit einem Fertigungsstandort in Peking das zweite Just-in-sequence-Werk für Türsysteme in China eröffnet. Es liegt acht Kilometer entfernt vom Beijing-Benz-Automotive-Werk.
Im April 2013 erhielt Brose für den Sensor zum berührungslosen Öffnen der Heckklappe den PACE Award, eine von der Fachzeitschrift Automotive News vergebene Auszeichnung für die US-Automobilzulieferindustrie. Im US-Bundesstaat Michigan unterstützte Brose die Einführung der in Deutschland gängigen dualen Ausbildung, um qualifizierten Nachwuchs für seine damals vier Standorte in den USA auszubilden.
Neue Fertigungsstätten in Südafrika (Sitzsysteme) und Bremen (Türsysteme) erweiterten 2014 die Produktionskapazitäten. Im Herbst 2014 fertigte die Brose Antriebstechnik GmbH & Co (Berlin) in Kooperation mit dem Fahrradhersteller Rotwild ihren ersten Pedelec-Elektromotor in Serie. Angesichts der starken Elektrifizierung und Digitalisierung im Fahrzeug investierte Brose in Würzburg in ein Testzentrum zur Messung der elektromagnetischen Verträglichkeit.
2015 eröffnete in Goiana (Brasilien)  ein neues Werk für Türsysteme, das für Fiat produziert. Für ein neues Werk in Prievidza (Zentralslowakei) wurde im Herbst 2015 der Grundstein gelegt.
Im Logistikzentrum in Ostrava (Tschechien) wurde ein automatisches Hochregal- und Kleinteilelager in Betrieb genommen, in dem der Transport ohne Gabelstapler erfolgt.
Brose erhielt 2015 den Procurement Leaders Award der Wirtschaftsverlag GmbH aus Augsburg und den Volkswagen Group Award.
Die Stadt Coburg würdigte die Lebensleistung von Max Brose mit der Benennung einer Straße nach ihm.
Brose stellte 2016 die Weichen für den Ausbau technischer und kaufmännischer Zentralfunktionen in Bamberg. In dem modernen Bürokomplex steuern rund 600 Beschäftigte den weltweiten Einkauf, die Entwicklung, Elektronik und die Informationstechnologie der Unternehmensgruppe. Zudem eröffnete Brose im April 2017 einen neuen Verwaltungsbau für 600 Mitarbeiter in Shanghai, um seine Marktposition in China zu festigen und weiter auszubauen.
Im Oktober 2019 wurde die Brose Verwaltung SE im Handelsregister eingetragen. Seit Januar 2020 firmiert die bisherige Brose Fahrzeugteile GmbH & Co. Kommanditgesellschaft als Brose Fahrzeugteile SE & Co. Kommanditgesellschaft.
Brose teilte im Oktober 2024 mit, wieder einen Verwaltungsrat installiert zu haben, der den Aufsichtsrat ersetzt.
2024 erzielte die Brose Gruppe einen Umsatz von 7,7 Mrd. Euro, 200 Mio. Euro weniger als im Vorjahr. Alle Geschäftsbereiche und Regionen verzeichneten Umsatzrückgänge.
Der Automobilzulieferer erwirtschaftete einen Betriebsverlust von 14 Mio. Euro und einen Jahresfehlbetrag von 142 Mio. Euro. Das negative Ergebnis war vor allem durch rückläufige Volumina und Restrukturierungskosten in allen Funktions- und Geschäftsbereichen beeinflusst. Die weltweite Fahrzeugproduktion 2024 sank gegenüber 2023 um rund 1 Mio. auf 89,1 Mio. Fahrzeuge.
Brose verfügt über 68 Standorte in 24 Ländern.

## Elektrofahrradantriebe
Seit 2014 entwickelt und produziert die in Berlin angesiedelte Tochter Brose Antriebstechnik GmbH und Co. KG Antriebe für Elektrofahrräder und bedient damit ein völlig neues Geschäftsfeld. Es handelt sich dabei um Mittelmotor-Systeme mit verschiedenen Leistungs- und Unterstützungsstufen, die mittlerweile von fast 30 E-Bike-Herstellern verbaut werden. Brose erreichte im Jahr 2021 einen Marktanteil von ca. 10 %, dieser werde vorwiegend im Bereich hochpreisiger Mountainbikes erzielt.
Bei den 2021 angebotenen Systemen handelt es sich um zwei Gehäusevarianten (Aluminium- oder Magnesiumgehäuse) mit unterschiedlichem Unterstützungs-Drehmoment (50, 70 oder 90 Nm) und verschiedenen Geschwindigkeitsklassen (25 km/h oder S-Pedelec mit 45 km/h). Allen Systemen gemeinsam ist die Leistung von 250 W und die Akku-Nennspannung von 36 Volt. Die Akkutechnik wird von der Firma BMZ zugeliefert.
Ende März 2025 wurde bekannt, dass Brose die Motor eBikes Systems GmbH an die Yamaha Motor Co.,Ltd. verkauft. In diesem Unternehmen mit 110 Mitarbeitern sind die Entwicklung und Produktion von E-Bike-Antrieben zusammengefasst.

## Gesellschafter
(Stand: April 2024):
Gesellschafter des Unternehmens waren Michael Stoschek und seine Schwester Christine Volkmann zu gleichen Teilen.
Julia Stoschek und Maximilian Stoschek haben inzwischen jeweils 2/5 der Anteile ihres Vaters übernommen. Die Anteile von Christine Volkmann gingen vollständig an ihre Tochter Gabriele Volkmann.

## Standorte
Die Brose Gruppe ist weltweit an folgenden Standorten präsent:
- Europa: Headquarters Coburg, Bamberg, Berlin, Bremen, Emden, Hallstadt, Ingolstadt, Meerane, München, Oldenburg, Rastatt, Sindelfingen bzw. Weil im Schönbuch, Wolfsburg, Wuppertal, Würzburg (alle Deutschland), Gent (Belgien), Paris (Frankreich), Coventry (Großbritannien), Melfi, Turin (beide Italien), Głogów, Polkowice, Września (alle Polen), Tondela (Portugal),  Göteborg (Schweden), Pančevo (Serbien), Prievidza (Slowakische Republik), Sta. Margarida (Spanien), Kopřivnice nahe Ostrava (Tschechien), Istanbul (Türkei), Kecskemét (Ungarn)
- Nordamerika: Headquarters Detroit, Auburn Hills, MI, New Boston (Michigan), Spartanburg, Tuscaloosa, Warren (Michigan), Silicon Valley (alle USA), London (Ontario) (Kanada), Puebla, Querétaro (Aeropuerto), Querétaro (Benito Juárez), Querétaro (El Marqués) (alle Mexiko)
- Südamerika: Curitiba, Goiânia und Salto (São Paulo) (alle Brasilien)
- Asien: Headquarters Shanghai, Changchun, Chongqing, Guangzhou, Peking, Shenyang, Taicang, Wuhan (alle China), Pune (Indien), Rayong (Thailand), Suwon, Incheon (beide Südkorea), Nagoya, Yokohama (beide Japan)
- Afrika: Brits, East London (beide Südafrika)